# Trohlearni živac
Trohlearni živac (lat. nervus trochlearis) je najtanji motorni moždani živac, koji ima najduži put kroz lubanjsku šupljinu u skupinu moždanih živaca. Inervira gornji kosi mišić, jedan od mišića pokretača očne jabučice. Jedini je moždani živac koji izbija sa stražnje (dorzalne) strane moždanog debla.
Živac polazi od jezgre trohlearnog živca (lat. nucleus nervi trochlearis), smještenog u srednjem mozgu, te izlazi na stražnjoj strani mozga iza donjih kvržica mezencefalona. Odatle se prostire prema lateralno (tj. u stranu) i potom koso prema naprijed, prelazi preko vanjske strane moždanog kraka i stiže do donje strane mozga. Nakon toga, živac prolazi kroz tvrdu moždanu opnu i prolazi kroz vanjsku stijenku kavernoznog sinusa (ispod okulomotornog i iznad oftalmičkog živca). Nakon izlaska iz ovog sinusa, trohlearni živac ulazi u očnu šupljinu kroz gornju orbitalnu pukotinu i dijeli se u 2-3 grančice koje inerviraju gornji kosi mišić.